# IJzertijd in Europa
De ijzertijd in Europa volgde op de bronstijd in Europa en was de laatste fase van de prehistorie van het grootste deel van Europa. Met name in Noord-Europa was het vaak het begin van de protohistorie, wat betekent dat Griekse en Romeinse schrijvers een bepaald gebied voor het eerst beschreven.
Voor een groot deel van Europa kwam de periode abrupt ten einde met de verovering door het Romeinse Rijk. Elders duurde het tot de eerste eeuwen na Christus, ofwel na kerstening of na een nieuwe verovering tijdens de volksverhuizingsperiode.
IJzermetallurgie werd in de late 11e eeuw v.Chr. waarschijnlijk vanuit de Kaukasus in Europa geïntroduceerd, en verspreidde zich over de daaropvolgende 500 jaar langzaam westwaarts en noordwaarts. De ijzertijd van Ierland begon bijvoorbeeld pas rond 500 v.Chr., toen de Griekse ijzertijd al was geëindigd, en eindigde met de kerstening rond 400 na Christus.
Het begin van de ijzertijd wordt gemarkeerd door het zichtbaar worden van nieuwe culturele groeperingen. Griekenland zag het instorten van de Myceense beschaving en het begin van de zogenaamde donkere eeuwen. In Centraal-Europa maakte de urnenveldencultuur plaats voor de Hallstattcultuur, die net als de haar opvolgende La Tènecultuur als Keltisch wordt beschouwd. In Noord-Italië wordt de Villanovacultuur beschouwd als het begin van de Etruskische beschaving, en in het Noord-Europa wordt de Noordse ijzertijd gezien als proto-Germaans.
De ijzertijd in Europa wordt gekenmerkt door een veelvoud van ontwerpen in wapens, werktuigen en gebruiksvoorwerpen. Deze werden niet langer gegoten maar in vorm gehamerd, en de versieringen  ontwikkelden zich van eenvoudige rechtlijnige naar ingewikkelde slingerende vormen.

## Oost-Europa
Het vroege 1e millennium v.Chr. markeerde het begin van de ijzertijd in Oost-Europa. In de Pontische steppe en de Kaukasus begon de ijzertijd met de Kobancultuur en de Tsjernogorovskcultuur van ca. 900 v.Chr. Rond 800 v.Chr. verspreidde ze zich met de zogenaamde Thraco-Cimmerische migraties naar Centraal-Europa, waar de Hallstattcultuur ontstond.
In Zuid-Rusland en Oekraïne wordt de ijzertijd in belangrijke mate geassocieerd met de vroege Scythen. Belangrijke restanten van hun ijzerproducerende en smidse-industrie van de 5e tot de 3e eeuw v.Chr. werden gevonden in Kamenskoje Gorodisjtsje nabij Nikopol, waarvan wordt aangenomen dat het een gespecialiseerd metallurgisch centrum van de Scythen was.
In Centraal-Rusland worden sporen van metaalbewerking vaak samen met Ananjinocultuur-aardewerk gevonden. Een belangrijke bron van ijzer was ijzerzandsteen. Het hoge fosforgehalte hiervan vindt men terug in de slakken.

## Centraal-Europa
In Centraal-Europa wordt de ijzertijd verdeeld in de vroege Hallstatt-periode (800–450 v.Chr.) en de late La Tène-periode (vanaf 450 v.Chr.). De overgang van brons naar ijzer in Centraal-Europa is zichtbaar op het grote grafveld van Hallstatt in Oostenrijk, ontdekt in 1846, waar de vormen van de werktuigen en wapens van de late bronstijd in ijzer werden nagebootst. De Zwitserse La Tène-groep van werktuigen en wapens toonde een nieuwe vormentaal, waarmee de overgang naar de ijzertijd voltooid was.
De Keltische cultuur breidde zich uit over een groot deel van Centraal-Europa. Vanuit de Hallstattcultuur verspreidde de ijzertijd zich met de Keltische uitbreiding vanaf de 6e eeuw v.Chr westwaarts, naar Frankrijk, België en het zuiden van Nederland. In Zuid-Polen bereikte de ijzertijd rond de 6e eeuw de late Lausitzcultuur. Keltische stammen,  bekend als de Galaten, drongen in de 3e eeuw v.Chr. vanuit het Donaugebied Griekenland en Klein-Azië binnen.
In Midden-Europa eindigde de prehistorische ijzertijd met de Romeinse verovering.

## Griekenland
In de Griekse donkere eeuwen waren ijzeren wapens wijd verspreid aanwezig.
Vanaf ongeveer 1200 v.Chr. werden de centra van de Myceense beschaving geleidelijk verlaten of vernietigd, en tegen 1050 v.Chr. waren culturele kenmerken als het Lineair B-schrift verdwenen.
Het Griekse alfabet werd in de 8e eeuw v.Chr. geïntroduceerd. Het stamde af van het Fenicische alfabet. De Grieken pasten het systeem aan en introduceerden karakters voor klinkers. Ze creëerden daarmee het eerste echt alfabetische schrijfsysteem. Terwijl Griekenland kolonisten naar het oosten, over de Zwarte Zee, en naar het westen naar Sicilië en Zuid-Italië stuurde, nam de invloed van hun alfabet verder toe. De zogenaamde beker van Nestor uit ca. 730 v.Chr., ontdekt in een graf op het eland Ischia, bevat de oudst bekende inscriptie in de Griekse taal.

## Italië
In Italië wordt het begin van de ijzertijd meest geplaatst bij de Villanovacultuur, die de Proto-Villanovacultuur van de bronstijd op het grondgebied van Toscane en Noord-Lazio opvolgde en zich verspreidde in delen van Romagna, Campania en Fermo in de Marche. De begrafenisgebruiken relateren de Villanovacultuur aan de Midden-Europese Urnenveldencultuur (ca. 1300–750 v.Chr.) en de daaropvolgende Hallstattcultuur. De crematieresten werden in dubbelkegelvormige urnen begraven. Het Etruskisch alfabet verspreidde zich vanaf de 8e eeuw door heel Italië. De Etruskische ijzertijd eindigde met de opkomst van de Romeinse Republiek, die in 265 voor Christus de laatste Etruskische stad Velzna veroverde.

## West-Europa
IJzer was een kostbaar metaal. Het werd gebruikt om zwaarden, andere wapens en werktuigen te maken. De Keltische cultuur breidde zich uit tot de Britse Eilanden en het Iberisch Schiereiland (Keltiberiërs, Celtici en Gallaeci). In de Britse eilanden duurde de Britse ijzertijd van ongeveer 800 v.Chr. tot de Romeinse verovering van Britannia en tot de 5e eeuw AD in niet-geromaniseerde delen. Bouwwerken uit deze tijd zijn vaak indrukwekkend, bijvoorbeeld de brochs en duns van Noord-Schotland en de alom aanwezige heuvelforten. Op het Iberisch schiereiland werden vanaf de 7e-5e eeuw v.Chr. tot omstreeks het begin van de jaartelling de oud-Iberische schriften gebruikt.

## Noord-Europa
De vormentaal van de vroege ijzertijd in Noord-Europa vertoonde nog geen sporen van Romeinse invloed. Tegen het midden van de periode waren deze echter overvloedig aanwezig. Het einde van de ijzertijd wordt op verschillende manieren bepaald, maar vaak wordt ook de proto-historische Vikingtijd, die van 700 tot de kerstening omstreeks 1000 na Christus liep, ertoe gerekend.
De ijzertijd ten noorden van de Rijn, dat wil zeggen ten noorden van de Kelten en later de Romeinen, wordt verdeeld in twee tijdperken: de pre-Romeinse ijzertijd en de Romeinse ijzertijd. In Scandinavië volgden tot 1100 nog de volksverhuizingsperiode, de Vendeltijd en, naargelang de definitie, de Vikingtijd. De vroege ijzertijd in het noordwesten van Duitsland en het zuiden van Jutland werd gedomineerd door de Jastorfcultuur.
De vroege Noord-Europese ijzerproductie betrof doorgaans het oogsten van moerasijzererts. Het Scandinavische schiereiland, Finland en Estland vertonen vanaf ca. 500 v.Chr. een geavanceerde ijzerproductie.